# Emådalsbanan

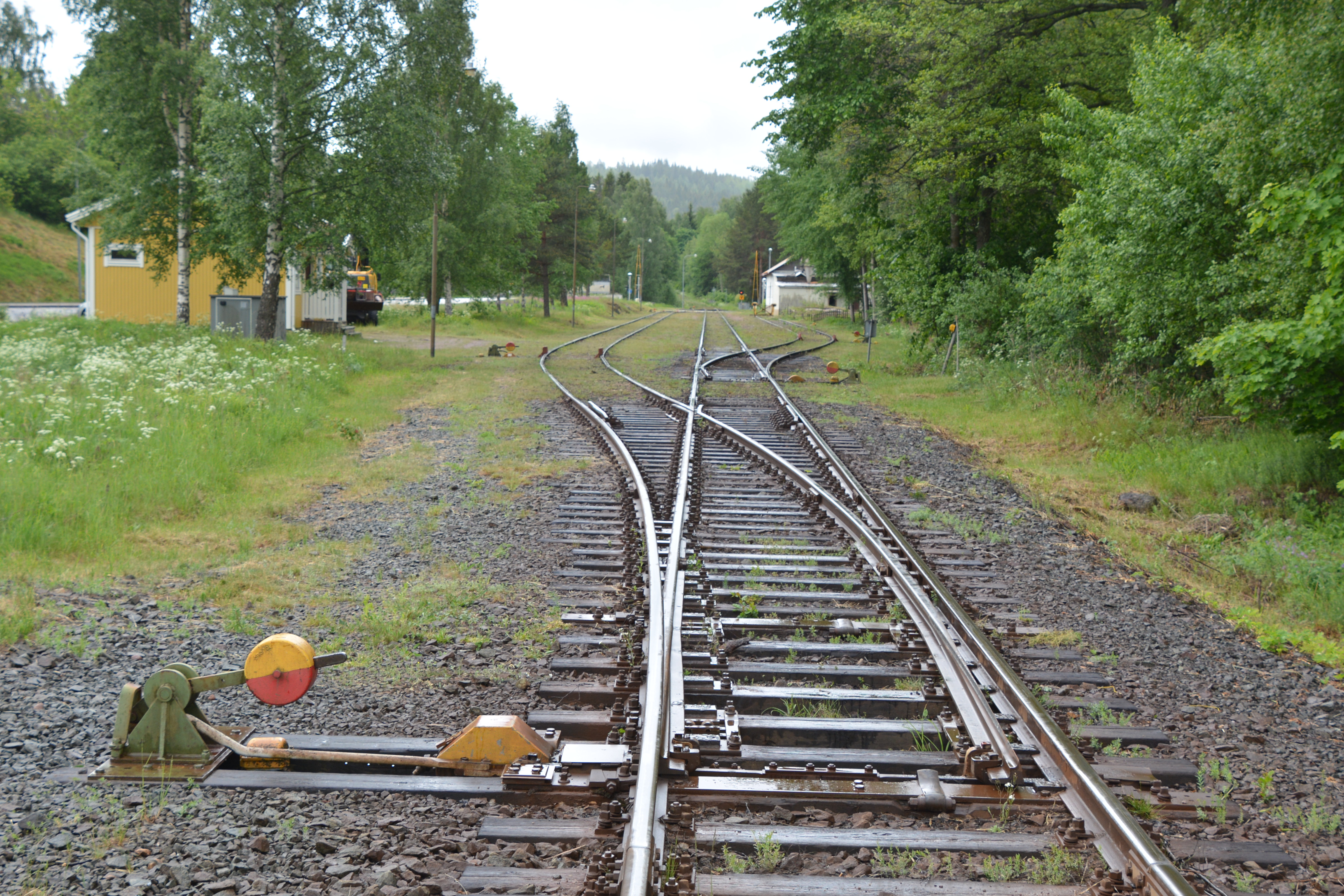
Spårområdet vid tidigare Kvillsfors järnvägsstation.

Emådalsbanan är en normalspårig 1435 mm järnväg för godstrafik som går från järnvägen Nässjö-Vetlanda-Åseda i Vetlanda österut mot Kvillsfors. I Kvillsfors delas järnvägen och fortsätter som sidospår mot Pauliström, Järnforsen och Nyboholms bruk i Kvillsfors.
Banan saknar trafik sedan den 1 februari 2023.

## Historik
När det bestämdes att godstrafiken på den smalspåriga Vetlanda–Målilla Järnväg skulle upphöra på den 37 kilometer långa sträckan mellan Vetlanda och Järnforsen beslutade riksdagen att sträckan mellan Vetlanda och Järnforsen skulle byggas om till normalspår för industriernas järnvägstransporter. Den nya normalspåriga järnvägen anslöt till den normalspåriga Sävsjöström-Nässjö Järnväg i Vetlanda. Mellan Kvillsfors och Pauliström byggdes ett nytt 7 kilometer långt sidospår med medel från AMS till Mo och Domsjö AB pappersbruk. Den smalspåriga godstrafiken upphörde den 30 november 1984 och den normalspåriga järnvägen öppnade för trafik den 7 januari 1987 mellan Vetlanda och Pauliström. Till Järnforsen inleddes godstrafiken den 15 maj 1987.
För tiden före normalspåret se Vetlanda–Målilla Järnväg.

## Trafik
Banan trafikeras som spärrfärd mellan Vetlanda och Kvillsfors. Från Kvillsfors till Pauliström och Nyboholm framförs tåget som växling på sidospåren till och från Metsä Tissues anläggningar i Nyboholm och Pauliström. Sträckan Kvillsfors - Järnforsen trafikeras för närvarande inte men mellan 2009 och 2010 fanns det timmertrafik till Bergs Timbers sågverk i Järnforsen. Hastigheten är låg eftersom den för spärrfärd i System S är begränsad till 40 km/tim och på sidospår vid växling till 30 km/tim.
Vid månadsskiftet januari/februari 2023 upphörde även godstrafiken på sträckan mellan Vetlanda och Pauliström efter att Green Cargo sagt upp avtalet med Metsä Tissue.

## Framtid
Järnvägens framtid beror på godstransporter till och från företagen längs banan. Det finns inga planer för persontrafik. Vetlanda och Uppvidinge kommuner genomförde 2011 en idéstudie om godstrafikens utveckling längs banan och fann möjligheter till en ökning av antalet godsvagnar till och från industrier längs banan. Utvecklingen för godstransporterna begränsas emellertid av tillgången till attraktiva tåglägen som inte är i konflikt med krösatågstrafiken på järnvägen mellan Nässjö och Vetlanda, långa gångtider på grund av låg hastighet och industrispår vid både avsändaren och mottagaren av godset.